# Růžená
Růžená település Csehországban, a Jihlavai járásban. Růžená Doupě, Hodice, Batelov, Řídelov, Třešť és Třeštice településekkel határos. Lakosainak száma 334 fő (2024. január 1.).

## Népesség
A település lakosságának változását az alábbi diagram mutatja:
| Lakosok száma | 332  | 339  | 350  | 316  | 304  | 334  | 355  | 353  | 331  | 334  |
|               | 1869 | 1900 | 1921 | 1961 | 1980 | 2011 | 2016 | 2019 | 2021 | 2024 |